# Fada N'gourma
Fada N'gourma là một tổng thuộc  tỉnh Gourma ở đông bắc Burkina Faso. Thủ phủ là thị xã Fada N'gourma. Dân số năm 2006 là 123.594 người.

## Các thị xã và làng xã
Bandingui, Binadéni, Boudangou, Bougui, Boumpoa, Boungou, Gbédissaga, Kantambari, Kikidéni, Koaré, Kodjonti, Komandougou, Komangou, Kpenchangou, Madéni, Mangoudéni, Momba, Mourdéni, Naboudi, Nagaré, Namoungou, Natiaboani, Niamanga, Nouarangou, Pandridéni, Payégou, Pentouangou, Pokiamanga, Sanipenga, Sétougou, Tagou, Tanwalbougou và Tiandiaga.